# Kristin Davis
Kristin Landen Davis (Boulder, 23 de febrer de 1965) és una actriu estatunidenca. És coneguda per haver interpretat el personatge de Charlotte York Goldenblatt a la sèrie de comèdies romàntiques d'HBO Sex and the City (1998-2004). Va ser nominada als Premis Emmy i als Premis Globus d'Or el 2004 pel seu paper de Charlotte, i va repetir el paper a les pel·lícules Sexe a Nova York (2008) i Sex and the City 2 (2010).
L'eclosió de Davis es va produir el 1995 interpretant a la malvada Brooke Armstrong a la telenovel·la de Fox Melrose Place (1995-1996). Els seus treballs cinematogràfics inclouen The Shaggy Dog (2006), Deck the Halls (2006), Tot inclòs (2009), Viatge al centre de la Terra 2: L'illa misteriosa (2012) i Holiday in the Wild (2019). Davis va debutar a Broadway interpretant a Mabel Cantwell en el renaixement de The Best Man el 2012, i el seu debut al West End va ser interpretant a Beth Gallagher a la producció escènica original de Fatal Attraction del 2014. Ha realitzat una gran tasca filantròpica i ha col·laborat amb Oxfam i ACNUR al llarg dels anys.
El 2011, Davis va adoptar una filla, Gemma Rose Davis. El 2018 va adoptar un fill, Wilson. Resideixen a Brentwood Hills, a Los Angeles.
Davis reconeix ser una alcohòlica en rehabilitació i afirma que va ser introduïda en l'alcohol de jove: «L'alcohol em va alliberar. Era molt tímida i no sabia com sortir de la meva closca. Vaig beure pel mateix motiu que m'encantava actuar. Volia sentir les coses, expressar-me i ser lliure. Jo no sóc naturalment així».

## Filmografia

### Cinema
| Any  | Títol                                             | Personatge                 | Notes                                                                                               |
| ---- | ------------------------------------------------- | -------------------------- | --------------------------------------------------------------------------------------------------- |
| 1987 | Doom Asylum                                       | Jane                       | |
| 1995 | Nou mesos                                         | Assistent de tennis        | |
| 1995 | Alien Nation: Body and Soul                       | Karina Tivoli              | |
| 1998 | Traveling Companion                               | Annie                      | |
| 1998 | Sour Grapes                                       | Riggs                      | |
| 1999 | Atomic Train                                      | Megan Seger                | |
| 2005 | Les aventures de Sharkboy i Lavagirl              | Mare d'en Max              | |
| 2006 | The Shaggy Dog                                    | Rebecca Douglas            | |
| 2006 | Deck the Halls                                    | Kelly Finch                | |
| 2008 | Sexe a Nova York                                  | Charlotte York Goldenblatt | |
| 2009 | Tot inclòs                                        | Lucy Tippaglio             | |
| 2010 | Sex and the City 2                                | Charlotte York Goldenblatt | ShoWest Ensemble Award Golden Raspberry Award for Worst Actress Nominada als Premis People's Choice |
| 2011 | En Jack i la seva germana bessona                 | Delilah                    | |
| 2012 | Viatge al centre de la Terra 2: L'illa misteriosa | Elizabeth Anderson         | |
| 2019 | Holiday in the Wild                               | Kate Conrad                | |
| 2020 | Deadly Illusions                                  | Mary Morrison              | |

### Televisió
| Any       | Títol                               | Personatge                 | Notes |
| --------- | ----------------------------------- | -------------------------- | --- |
| 1991      | General Hospital                    | Betsy Chilson, R.N.        | 23 episodis |
| 1991      | N.Y.P.D. Mounted                    | Young Lady                 | Telefilm |
| 1992      | Mann &amp; Machine                  | Cathy                      | Episodi: "Billion Dollar Baby" |
| 1993      | The Larry Sanders Show              | Bri                        | Episodi: "The Breakdown: Part II" |
| 1994      | Dr. Quinn, Medicine Woman           | Carey McGee                | Episodi: "Thanksgiving" |
| 1995      | ER                                  | Leslie                     | Episodi: "Luck of the Draw" |
| 1995–96   | Melrose Place                       | Brooke Armstrong           | 32 episodis Recurring cast (season 3) Main cast (season 4) |
| 1996      | The Ultimate Lie                    | Claire McGrath             | Telefilm |
| 1997      | The Single Guy                      | Leslie                     | Episodi: "Johnny Hollywood" |
| 1997      | A Deadly Vision                     | Babette Watson             | Telefilm |
| 1997      | Seinfeld                            | Jenna                      | Episodis: "The Pothole" / "The Butter Shave" |
| 1998–2004 | Sex and the City                    | Charlotte York Goldenblatt | 94 episodis Women in Film Lucy Award (shared with cast) Screen Actors Guild Award for Outstanding Performance by an Ensemble in a Comedy Series (2001, 2003) Nominated – Screen Actors Guild Award for Outstanding Performance by an Ensemble in a Comedy Series (2004) Nominada als Golden Globe Award for Best Supporting Actress – Series, Miniseries or Television Film (2004) Nominada als Primetime Emmy Award for Outstanding Supporting Actress in a Comedy Series (2004) Nominada als American Comedy Award for Funniest Supporting Female Performer in a TV Series (2000) |
| 2000      | Friends                             | Erin                       | Episodi: "The One with Ross' Library Book" |
| 2000      | Sex and the Matrix                  | Charlotte York MacDougal   | Short parody |
| 2000      | Take Me Home: The John Denver Story | Annie Denver               | Telefilm |
| 2000      | Blacktop                            | Sylvia                     | Telefilm |
| 2001      | Someone to Love                     | Lorraine                   | Telefilm |
| 2001      | Three Days                          | Beth Farmer                | Telefilm |
| 2004      | Will & Grace                        | Nadine                     | Episodi: "Will & Grace & Vince & Nadine" |
| 2004      | The Winning Season                  | Mandy                      | Telefilm |
| 2005      | Soccer Moms                         | Brooke                     | Capítol pilot |
| 2004–09   | Miss Spider's Sunny Patch Friends   | Miss Spider                | 35 episodis |
| 2012      | Of Two Minds                        | Billie Clark               | Telefilm Nominada als Women's Image Network Award for Best Actress in a Made for Television Movie |
| 2014      | Bad Teacher                         | Ginny Taylor-Clapp         | 13 episodis |
| 2016      | A Heavenly Christmas                | Eve                        | Telefilm |
| 2020      | Labor of Love (TV series)           | Herself                    | Amfitriona |

### Teatre
| Any  | Títol            | Personatge     | Ubicació |
| ---- | ---------------- | -------------- | -------- |
| 2012 | The Best Man     | Mabel Cantwell |          |
| 2014 | Fatal Attraction | Beth Gallagher |          |